# Societat Recreativa El Retiro
La Societat Recreativa El Retiro és una entitat de Sitges fundada el 1870 que té com a finalitat fomentar la cultura i les activitats de caràcter lúdic i recreatiu. Va celebrar la inauguració de la via del ferrocarril entre Barcelona i Vilanova i la Geltrú i va impulsar les Festes Modernistes. Organitza i participa en esdeveniments com el Carnaval de Sitges, la Festa Major de Sitges o el Ral·li Internacional de cotxes d'època Barcelona-Sitges. El 2017 se li va concedir la Creu de Sant Jordi.
Compta amb el Cinema El Retiro, La Cava Club, Caixa Escènica (música, teatre, dansa, cinema), Suburband (banda de música), Big Band, Espais Socis (jocs de taula, sala lectura, polivalents), La Cantina (local), Els Jardins del Retiro que ara ho porten els del Cable (restaurant exterior)
És part integrant de la vida cultural de Sitges, destacant la Festa Major, Festes de Nadal (Quinto de Nadal), Carnaval (Quinto de Carnaval, Balls i Xatonades, Colles del Retiro), Caramelles.. en les quals  tant socis com amics posen tot l'esforç i  la seva aportació a tots els esdeveniments sitgetans. També participa en el Festival Internacional de Cinema Fantàstic (és una de les seus històriques de visionat de pel·lícules, catifa vermella i visitants de tot el món), en les Festes del Corpus de Sitges, amb l'Exposició de Clavells i fins aquest any, en el Festival de Tango.